# Coppa dell'Imperatore 1979
La Coppa dell'Imperatore 1979 è stata la cinquantanovesima edizione della coppa nazionale giapponese di calcio.

## Squadre partecipanti
Japan Soccer League
- Mitsubishi HI
- Hitachi
- Yanmar Diesel
- Fujita Kogyo
- Furukawa Electric
- Nippon Steel
- Toyota Motors
- Toyo Kogyo
- Nippon Kokan
- Nissan Motors

Squadre regionali
- Fukuoka Daigaku (Kyūshū)
- Gonohe Yakuba (Tohoku)
- Hokusetsu Kemari-dan (Kansai)
- Honda Motor (Tokai)
- Juntendo Daigaku (Kantō)
- Kyūshū University (Kyūshū)
- Mazda Auto Hiroshima (Chūgoku)
- Nissei Plastic Ind. (Koshinetsu)
- Osaka Shodai (Kansai)
- Sapporo University (Hokkaidō)
- Tanabe Pharma (Kansai)
- Teijin (Shikoku)
- Toho Titanium (Kantō)
- Tokyo Nodai (Kantō)
- Tsukuba Daigaku (Kantō)
- Waseda Daigaku (Kantō)
- Yomiuri (Kantō)

## Date
| Turno            | Data             |                 |
| ---------------- | ---------------- | --------------- |
| Primo turno      | 22 dicembre 1979 |                 |
| Secondo turno    | 23 dicembre 1979 |                 |
| Quarti di finale | 28 dicembre 1979 |                 |
| Semifinali       | 30 dicembre 1979 |                 |
| Finale           | 1º gennaio 1980  | 1º gennaio 1980 |

## Risultati

### Primo turno
| Squadra 1           | Risultato                     | Squadra 2            |
| ------------------- | ----------------------------- | -------------------- |
| Gonohe Yakuba       | 0 - 3                         | Toho Titanium        |
| Nissan Motors       | 2 - 1                         | Kyūshū University    |
| Waseda Daigaku      | 2 - 1 (d.t.s.)                | Tanabe Pharma        |
| Yanmar Club         | 2 - 2 (d.t.s.) 4 - 2 (d.c.r.) | Nippon Steel         |
| Hitachi             | 4 - 2                         | Toyota Motors        |
| Tokyo Nodai         | 0 - 1                         | Teijin               |
| Tsukuba Daigaku     | 3 - 1                         | Sapporo University   |
| Sapporo University  | 1 - 0                         | Hokusetsu Kemari-dan |
| Toyo Kogyo          | 1 - 0                         | Fukuoka Daigaku      |
| Nippon Kokan        | 1 - 0                         | Juntendo Daigaku     |
| Nissei Plastic Ind. | 0 - 4                         | Furukawa Electric    |
| Honda Motor         | 3 - 0                         | Osaka Shodai         |

### Secondo turno
| Squadra 1            | Risultato                     | Squadra 2       |
| -------------------- | ----------------------------- | --------------- |
| Toho Titanium        | 0 - 3                         | Mitsubishi HI   |
| Nissan Motors        | 2 - 3                         | Yanmar Club     |
| Hitachi              | 1 - 0 (d.t.s.)                | Waseda Daigaku  |
| Teijin               | 0 - 7                         | Yomiuri         |
| Fujita Kogyo         | 3 - 1                         | Tsukuba Daigaku |
| Mazda Auto Hiroshima | 0 - 5                         | Toyo Kogyo      |
| Furukawa Electric    | 0 - 0 (d.t.s.) 5 - 4 (d.c.r.) | Nippon Kokan    |
| Yanmar Diesel        | 2 - 1                         | Honda Motor     |

### Quarti di finale
| Squadra 1         | Risultato | Squadra 2     |
| ----------------- | --------- | ------------- |
| Yanmar Club       | 0 - 2     | Mitsubishi HI |
| Yomiuri           | 0 - 4     | Hitachi       |
| Toyo Kogyo        | 0 - 5     | Fujita Kogyo  |
| Furukawa Electric | 0 - 3     | Yanmar Diesel |

### Semifinali
| Squadra 1     | Risultato | Squadra 2     |
| ------------- | --------- | ------------- |
| Hitachi       | 1 - 4     | Mitsubishi HI |
| Yanmar Diesel | 1 - 3     | Fujita Kogyo  |

### Finale
| Tokyo 1º gennaio 1980 | Mitsubishi Heavy Ind. | 1 – 2 | Fujita Kogyo | National Stadium |